# Ваджрасадху
Ваджрасадху (IAST: Vajrasādhu), также Дордже Легпа (Вайли: rdo rje legs pa, «Благая Ваджра») — в школе тибетского буддизма ньингма защитник терма (скрытых текстов буддийских учений), тертонов и практиков учений терма. Является одним из главных охранителей дзогчена.
Изначально Дордже Лэгпа был охранителем религии бон, но был покорён Падмасамбхавой и связан клятвой защищать буддийское учение, поэтому также называется Тамчен («Связанный Обетом»). Считается, что Ваджрасадху можно просить о помощи в мирских делах, а охранители Экаджати и Рахула помогают в вопросах учения.
Ваджрасадху изображается верхом на снежном льве или на козле Одна из манифестаций Ваджрасадху — «тёмный кузнец» (mgar ba nag po), и в этом случае он изображается с молотом, символизирующим измельчение нарушителей обетов.
Как записано в текстах ньингма, Дордже Легпа «внимательно исполняет приказы Бхагавана Ваджрапани». Во исполнение обета Ваджрапани следит за тем, чтобы насилие охранителя не вышло из-под контроля и способствовало достижению буддийских целей.